# 1982年西班牙未遂政变
1982年10月27日政变阴谋（西班牙語：Conspiración golpista para el 27 de octubre de 1982），简称27-O，是1982年10月发生在西班牙的一场政变阴谋。一些支持佛朗哥的军人计划在1982年10月27日，即全国大选的前一天发动政变。他们的计划被暴露，并在10月1日遭到当局逮捕。

## 背景
1981年2月23日下午，西班牙众议院发生了一场未遂政变。国民警卫队中校安东尼奥·特赫罗带领约一百五十名军人，武力劫持了正在开会的众议员和内阁成员，企图推翻政府。在胡安·卡洛斯国王的指挥下，政府军在政变发生18小时后和平解放众议院。
1982年6月3日，政变的两名主犯被判处三十年有期徒刑。

## 经过
1982年10月1日，路易斯·穆尼奥斯·古铁雷斯上校、赫苏斯·克雷斯波·库斯皮内拉上校和他的弟弟何塞·克雷斯波·库斯皮内拉中校在家中被捕。他们涉嫌计划在10月27日，即在全国大选的前一天发动军事政变。
警方在查获的文件中发现了关键信息。这场阴谋被称为“火星行动”。行动代号为“MN”。

## 事后
在1982年10月28日举行的大选中，原来的反对党工人社会党得到850万张选票，占全部选票的45.7％，获得众议院全部350个席位中的198个，以绝对多数获胜。12月，新政府诞生，工人社会党总书记费利佩·冈萨雷斯出任首相。
1984年4月14日，西班牙最高军事法庭作出了最终判决。三名主犯被判处十二年零一天的有期徒刑。其中，赫苏斯·克雷斯波上校于1986年3月4日中午在监狱因心肌梗塞去世。